# ドゥッチョ・テッサリ
ドゥッチョ・テッサリ（Duccio Tessari, 本名: Amedeo Tessari, 1926年10月11日 - 1994年9月6日）は、イタリアの映画監督、脚本家。
ジェノヴァ生まれ。当初はソード&サンダルの脚本家として活躍、『荒野の用心棒』の脚本も執筆した（クレジットなし）。1962年、『タイタンの逆襲』で監督デビュー。マカロニ・ウェスタンやアクション映画を多く撮った。
1994年9月6日、癌で死去。67歳。

## 主な作品
- カルタゴ Cartagine in fiamme (1960) 脚本
- 逆襲!大平原 Romolo e Remo (1960) 脚本
- ポンペイ最後の日 The Last Days of Pompeii (1960) 脚本
- ロード島の要塞 Il colosso di Rodi (1961) 脚本
- タイタンの逆襲 Arrivano I titani (1962) 脚本・監督
- 荒野の用心棒 A Fistful of Dollars (1964) 脚本、クレジットなし
- 夕陽の用心棒 Una pistol per Ringo (1965) 脚本・監督
- 続・荒野の1ドル銀貨 Il ritorno di Ringo (1965) 脚本・監督
- キスキス・バンバン Kiss Kiss... Bang Bang (1966) 脚本・監督
- バスタード I bastardi (1968) 脚本・監督
- 荒野の大活劇 Vivi o, preferibilmente, morti (1969) 脚本・監督
- 新・脱獄の用心棒Viva la muerte... tua!(1971) 監督
- ビッグ・ガン Tony Arzenta - Big Guns (1973) 脚本・監督
- アラン・ドロンのゾロ Zorro (1975) 監督
- サファリ特急 Safari Express (1976) 脚本・監督
- ドッグ・イン・パラダイス C'era un castello con 40 cani (1990) 監督